# M/S Roald Amundsen
M/S Roald Amundsen är ett hybridkraftdrivet expeditionsfartyg som byggdes för Hurtigruten av Kleven Verft. Fartyget byggdes av Kleven Verft i Norge och påbörjade sin jungfruresa den 3 juli 2019 från Tromsø till Hamburg. Hon var tillsammans med sitt systerfartyg M/S Fridtjof Nansen de första hybridkraftdrivna fartygen i Hurtigrutens flotta. Fartyget döptes hösten 2019 i Antarktis med en isbit istället för den traditionella flaskan champagne och har en Polar Class 6-klassificering för arktiska förhållanden. Det var det första hybridfartyget som seglade genom Nordvästpassagen.
Roald Amundsen sjösattes den 17 februari 2018. I slutet av februari 2018 meddelade Hurtigruten att leveransen av fartyget skulle försenas till 2019 på grund av ekonomiska problem på varvet. Under 2019 började fartyget med expeditionsresor längs den norska kusten samt resor till Nord- och Sydpolen. Den 10 september 2019 anlände Roald Amundsen till Nome, Alaska, under befäl av kapten Kai Albrigtsen, och markerade den första fullständiga passagen av det mer än 3 000 sjömil (cirka 5 600 km) långa avståndet från Atlanten till Stilla havet med hybridframdrivning.
Efter det globala uppehållet i kryssningstrafiken på grund av coronaviruspandemin, återupptog Roald Amundsen sina kryssningar den 17 juli 2020 med en sju dagars rundresa från Tromsø till Svalbard, följt av en annan som avgick den 24 juli 2020. Flera dagar före återkomsten till Tromsø den 31 juli blev två besättningsmedlemmar sjuka och isolerades. Vid ankomsten till Tromsø testades fyra besättningsmedlemmar, inklusive de två isolerade, för coronavirus, och alla fyra testades positivt för Covid-19. Som ett resultat skulle alla 160 besättningsmedlemmar testas. Många passagerare hade redan gått iland och var på väg hem före nyheterna om de smittade besättningsmedlemmarna.
Alla 177 passagerare ombord på kryssningen den 24 juli och alla 160 besättningsmedlemmar var tvungna att gå i karantän. Roald Amundsen skulle ursprungligen ha seglat till Svalbard igen den eftermiddagen, men kryssningen ställdes in, och fartygets nästa planerade resa skulle börja i början av september. Dagen efter, den 1 augusti 2020, meddelade Tromsøs borgmästare Gunnar Wilhelmsen att ytterligare 29 besättningsmedlemmar hade testat positivt, vilket innebar att totalt 33 personer hade testat positivt fram till det datumet. Senare samma kväll bekräftade borgmästare Wilhelmsen att totalt 36 personer hade testat positivt hittills, inklusive en passagerare. Borgmästaren kritiserade Hurtigrutens hantering av situationen och uttryckte sin oro över att ett större utbrott kunde inträffa eftersom passagerare hade vandrat runt i staden innan de informerades om de sjuka besättningsmedlemmarna.

## Tekniska data[1]
- Längd och bredd: Fartyget är 140 meter långt och 23 meter brett.
- Höjd och djupgående: Dess höjd är 29 meter och djupgåendet är 5,3 meter.
- Bruttotonnage: MS Roald Amundsen har ett bruttotonnage på 20,889 ton.
- Passagerarkapacitet: Fartyget kan rymma 530 passagerare.
- Hastighet: Dess genomsnittliga hastighet är 15 knop.

Dessutom integrerar detta nya polarfartyg ett DP0 dynamiskt positioneringssystem, Aquarius 100 stabilisatorer och ett ACON integrerat automationssystem. Den ombordvarande hybridkraftlösningen i kombination med skrovstrukturen och effektiva elektriska energisystem minskar bränsleförbrukningen med cirka 20% och CO2-utsläppen med 20%, vilket motsvarar mer än 3,000 metriska ton CO2 per år.